# Highest in the Room
«Highest in the Room» (estilizada en mayúsculas) —en español: El más grande en la habitación— es una canción del rapero estadounidense Travis Scott . Fue lanzado como sencillo el 4 de octubre de 2019. Fue lanzado en una variedad de formatos, incluso en vinilo de 7 pulgadas, casete y como CD single. En su primera semana, debutó en la cima del Billboard Hot 100, para la lista del 19 de octubre de 2019, convirtiéndose en el segundo sencillo número uno de Scott en los Estados Unidos, después de «Sicko Mode». Un remix con la cantante española Rosalía y el rapero estadounidense Lil Baby fue lanzado el 27 de diciembre de 2019 y apareció en el álbum recopilatorio JackBoys (2019) de Scott y otros miembros de Cactus Jack el mismo día, mientras que el lanzamiento original permanece fuera de la compilación. La versión del remix fue lanzada a la radio italiana contemporánea el 7 de enero de 2020. La canción recibió una nominación a Mejor Interpretación de Rap Melódico en la 63.ª Entrega Anual de los Premios Grammy.

## Antecedentes
La canción se usó por primera vez en el comercial "Kybrows" de la novia de Scott, Kylie Jenner, el 29 de abril de 2019, antes de que Scott la estrenara durante su presentación en el festival Rolling Loud en Miami del 10 al 12 de mayo de 2019. El 31 de agosto de 2019, Scott tocó una parte de la canción en un concierto que incluía un verso de Lil Baby, pero finalmente se cortó en la versión final porque Scott quería expresar la ruptura con él y Jenner por su cuenta. La versión de demostración con Baby se filtró el 24 de diciembre de 2019. El verso de Baby estaba en el remix de la canción, que está en el álbum recopilatorio JackBoys. Sin embargo, la versión original de «Highest in the Room» no llegó al álbum.

## Promoción
Scott anunció oficialmente el lanzamiento de la pista a través de las redes sociales el 30 de septiembre, publicando tres versiones de la canción, así como un enlace de pedido anticipado y subtitulando la publicación "Nos vemos el 4".
El 4 de octubre de 2019 se lanzó un video musical en YouTube, dirigido por Dave Meyers y el propio Travis Scott, mientras que fue producido por Nathan Scherrer, Randy Donaldson y Sam Lecca.

## Desempeño comercial
«Highest in the Room» debutó en el número uno en el Billboard Hot 100 en la edición del 19 de octubre de 2019, convirtiéndose en el segundo sencillo número uno de Scott en la lista (después de «Sicko Mode» de 2018), su primer sencillo número uno en su primera semana en la lista y el 35º single en debutar en la posición número uno en la historia de la lista. «Highest in the Room» debutó en la cima de la lista Streaming Songs con 59 millones de reproducciones y debutó en el número dos en la lista Digital Songs con 51.000 descargas. La canción cayó al número seis la semana siguiente, el 26 de octubre de 2019. Más tarde regresó al top 10 en el tema del 11 de enero de 2020 en el número ocho, en parte cargado por las ventas del remix con Rosalia y Lil Baby. En otros lugares, en Grecia, la canción llegó al número uno.

## Personal
Créditos adaptados de Tidal.
- Travis Scott - vocalista, composición
- OZ - producción, composición
- Nik D - producción, composición
- Mike Dean - coproducción, mezcla, masterización
- Sean Solymar - asistente de ingeniería
- Jimmy Cash - asistente de ingeniería

## Posicionamiento en listas
| Listas (2019–2020)                        | Mejor posición |
| ----------------------------------------- | -------------- |
| Australia (ARIA)                          | 3              |
| Austria (Ö3 Austria Top 40)               | 3              |
| Bélgica (Flandes) (Ultratop 50)           | 30             |
| Bélgica (Valonia) (Ultratop 50)           | 49             |
| Canadá (Canadian Hot 100)                 | 1              |
| República Checa (Singles Digitál Top 100) | 4              |
| Dinamarca (Tracklisten)                   | 4              |
| Finlandia (OFC)                           | 6              |
| Francia (SNEP)                            | 11             |
| Alemania (Offizielle Deutsche Charts)     | 8              |
| Grecia (IFPI)                             | 1              |
| Hungría (Single Top 40)                   | 7              |
| Hungría (Stream Top 40)                   | 2              |
| Irlanda (IRMA)                            | 3              |
| Italia (FIMI)                             | 11             |
| Letonia (LAIPA)                           | 1              |
| Lituania (AGATA)                          | 2              |
| Malasia (RIM)                             | 10             |
| Países Bajos (Mega Single Top 100)        | 14             |
| Nueva Zelanda (Recorded Music NZ)         | 2              |
| Noruega (VG-lista)                        | 2              |
| Portugal (AFP)                            | 2              |
| Rumania (Romania Radio Airplay)           | 59             |
| Escocia (Scottish Singles Sales Chart)    | 44             |
| Singapur (RIAS)                           | 12             |
| Eslovaquia (Singles Digitál Top 100)      | 2              |
| España (Top 100 Canciones)                | 48             |
| Suecia (Sverigetopplistan)                | 6              |
| Suiza (Schweizer Hitparade)               | 2              |
| Reino Unido (UK Singles Chart)            | 2              |
| Estados Unidos (Billboard Hot 100)        | 1              |
| Estados Unidos (Hot R&B/Hip-Hop Songs)    | 1              |
| Estados Unidos (Mainstream Top 40)        | 21             |
| Estados Unidos (Rhythmic)                 | 1              |
| Estados Unidos Rolling Stone Top 100      | 1              |

| Lista (2019)                                     | Posición |
| ------------------------------------------------ | -------- |
| Canadá (Canadian Hot 100)                        | 99       |
| Letonia (LAIPA)                                  | 32       |
| Portugal (AFP)                                   | 76       |
| Estados Unidos Hot R&B/Hip-Hop Songs (Billboard) | 65       |
| Estados Unidos Rolling Stone Top 100             | 65       |

| Lista (2020)                                     | Position |
| ------------------------------------------------ | -------- |
| Australia (ARIA)                                 | 63       |
| Canadá (Canadian Hot 100)                        | 49       |
| Dinamarca (Tracklisten)                          | 86       |
| Francia (SNEP)                                   | 94       |
| Italia (FIMI)                                    | 95       |
| Nueva Zelanda (Recorded Music NZ)                | 50       |
| Suiza (Schweizer Hitparade)                      | 31       |
| Reino Unido Singles (OCC)                        | 97       |
| Estados Unidos Billboard Hot 100                 | 45       |
| Estados Unidos Hot R&B/Hip-Hop Songs (Billboard) | 23       |
| Estados Unidos Rhythmic (Billboard)              | 18       |

## Historial de versiones
| País   | Fecha                | Formato                        | Sello discográfico | Ref.                 |
| ------ | -------------------- | ------------------------------ | ------------------ | -------------------- |
| Varios | 4 de octubre de 2019 | Descarga digital streaming     | Epic               | [ 64 ]               |
| Varios | 4 de octubre de 2019 | Sencillo de 7'', cassette y CD | Epic               | [ 65 ] [ 66 ] [ 67 ] |

## Remix de Rosalía y Lil Baby
Un remix con la cantante española Rosalía y el rapero estadounidense Lil Baby fue lanzado el 27 de diciembre de 2019. Fue la primera pista del álbum de Scott y otros miembros de Cactus Jack , JackBoys , que fue lanzado el mismo día. Originalmente, se suponía que Lil Baby estaría en la canción original, pero su verso fue cortado por razones desconocidas. La versión del remix recibió un lanzamiento de radio el 7 de enero de 2020.

### Posicionamiento en listas
| Listas (2020)                        | Mejor posición |
| ------------------------------------ | -------------- |
| Italia (FIMI)                        | 15             |
| Nueva Zelanda (Recorded Music NZ)    | 9              |
| España (PROMUSICAE)                  | 19             |
| Estados Unidos Rolling Stone Top 100 | 17             |

### Historial de versiones
| Región | Fecha              | Formato                      | Etiqueta          | Ref.  |
| ------ | ------------------ | ---------------------------- | ----------------- | ----- |
| Italia | 7 de enero de 2020 | Radio de éxito contemporáneo | Sony Music Italia | [ 5 ] |